# Wolfgang Eibeck
Wolfgang Eibeck (ur. 25 grudnia 1972 w Tulln an der Donau) – austriacki niepełnosprawny kolarz. Wicemistrz paraolimpijski z Pekinu w 2008 roku i Aten w 2004 roku.

## Medale Igrzysk Paraolimpijskich

### 2008
- - Kolarstwo - trial na czas - LC1

### 2004
- - Kolarstwo - bieg pościgowy indywidualnie - LC1